# سي. جي. كلاس
سي. جي. كلاس (بالإنجليزية: C. J. Klaas)‏ هو لاعب كرة قدم أمريكي في مركز الدفاع، ولد في 23 أغسطس 1983 في روكفورد في الولايات المتحدة. شارك مع منتخب الولايات المتحدة تحت 20 سنة لكرة القدم. أما مع النوادي، فقد لعب مع Seattle Sounders (1994–2008) ‏.

## وصلات خارجية
- سي. جي. كلاس على موقع الاتحاد الدولي (مؤرشف)  (الإنجليزية)